# بلوندي (فريق روك)
بلوندي (بالإنجليزية: Blondie) فريق روك أمريكي شارك في تأسيسه المغنية ديبي هاري وعازف الجيتار كريس شتاين. كان الفريق رائد في موسيقى البانك الأمريكية، ثم مشهد الموجة الجديدة في منتصف / أواخر السبعينيات في مدينة نيويورك. تضمن أول ألبومين للفريق عناصر قوية من هذه الأنواع، وعلى الرغم من نجاحه الكبير في المملكة المتحدة وأستراليا، كان يُنظر إلى بلوندي على أنه فريق «تحت الأرض underground band» في الولايات المتحدة حتى إصدار ألبوم «الخطوط المتوازية Parallel Lines» عام 1978، وعلى مدار السنوات الثلاث التالية، أصدر الفريق العديد من الأغاني الفردية بما في ذلك «قلب الزجاج Heart of Glass» و«نادي علي Call Me» و«نشوة الطرب Rapture» و«المد عال The Tide Is High».
اشتهر الفريق بمزيج انتقائي من الأساليب الموسيقية، التي تضم عناصر من الديسكو والبوب والريجي وموسيقى الراب المبكرة.
تم حل بلوندي بعد إصدار ألبوم الاستوديو السادس «الصياد The Hunter» في عام 1982. واصلت ديبي هاري العمل بمفردها مع نتائج متنوعة بعد أن أمضت بضع سنوات في إجازة لرعاية شريكها كريس شتاين، الذي شخصت إصابته بالفقاع pemphigus، وهو مرض جلدي  ذو مناعة ذاتية نادرة. أعيد تشكيل الفريق في عام 1997، وحقق نجاحًا متجددًا وحقق المرتبة الأولى في المملكة المتحدة مع «ماريا Maria» في عام 1999، بعد 20 عامًا من أول أغنية فردية للفريق في المملكة المتحدة «قلب من زجاج».
قام الفريق بجولة وعزف في جميع أنحاء العالم خلال السنوات التالية، وتم إدخاله في قاعة مشاهير الروك آند رول في عام 2006. باعت بلوندي حوالي 40 مليون اسطوانة في جميع أنحاء العالم، وما زالت تعمل بنشاط.
صدر ألبوم الاستوديو الحادي عشر للفريق «الملقحات Pollinator» في 5 مايو 2017.

## أعضاء الفريق
- ديبي هاري: غناء رئيسي (1974-1982، 1997 إلى الوقت الحاضر)[14]

- كريس شتاين: جيتار، وجيتار باس (1974-1982، 1997 حتى الآن)[15]

- كليم بيرك: طبول، وإيقاع، وغناء مساند (1974-1982، 1997 حتى الآن)[16]

- لي فوكس: جيتار باس (موسيقي الدورة والموسيقي المتجول: 1997-2004 ؛ 2004 حتى الآن)[15]

- مات كاتز بوهين:  لوحات المفاتيح (2008 إلى الوقت الحاضر)[17]

- تومي كيسلر: جيتار (2010 إلى الوقت الحاضر)[18]

أعضاء سابقون
- فريد سميث: جيتار باس (1974–1975)

- بيلي أوكونور: طبول (1974-1975)

- إيفان كرال: جيتار (1974)

- غاري فالنتين: جيتار باس، وجيتار (1975-1977،1997)

- جيمي ديستري: لوحات المفاتيح، ودعم غناء (1975-1982، 1997-2004)

- فرانك إنفانتي: جيتار، وجيتار باس، وغناء مساند (1977-1982)

- نايجل هاريسون: جيتار باس (1978-1982، 1997)

- بول كاربونارا: جيتار، غناء مساند (1997-2010)

- كيفن باتريك (المعروف أيضًا باسم كيفن توبينغ): لوحات المفاتيح، وغناء دعم (2003-2007)

- جيمي ك بونز: جيتار (2003)[19][13]

## ألبومات الاستوديو
بلوندي (1976) Blondie
رسائل بلاستيكية (1977) Plastic Letters
خطوط متوازية (1978) Parallel Lines
أكل للفوز (1979) Eat to the Beat
أمريكي تلقائي (1980) Autoamerican
الصياد (1982) The Hunter
لا مخرج (1999) No Exit
لعنة بلوندي (2003) The Curse of Blondie
ذعر البنات (2011) Panic of Girls
أشباح التحميل (2014) Ghosts of Download
الملقح (2017) Pollinator

## الجوائز والترشيحات
1980 جائزة جونو Juno Award لأفضل مبيع منفردة «قلب الزجاج» (فوز)
1980 جائزة جونو Juno Award لأغنية فردية دولية لهذا العام «المد عال» (ترشح)
1981 جائزة جرامي Grammy Award لأفضل أداء روك «نادي على» (ترشح)
1982 جائزة جرامي Grammy Award لأفضل فيديو لهذا العام «أكل للفوز» (ترشح)
1998 جائزة كيو ميوزك Q Music Award للإلهام (فوز)
2006 قاعة مشاهير الروك أند رول للمجندين Rock and Roll Hall of Fame for Inductees (فوز)
2014 جائزة نيو ميوزكال اكسبريس للعباقرة NME Award for NME Godlike Genius Award (فوز)
2016 جائزة كيو ميوزك Q Music Award للإلهام (فوز)
2016 قاعة مشاهير جرامي Grammy Hall of Fame (الدخول بأغنية «قلب الزجاج»)

## وصلات خارجية
https://www.blondie.net/ بلوندي (فريق روك)
https://www.rockhall.com/inductees/blondie بلوندي (فريق روك)
http://www.recmod.com/ بلوندي (فريق روك)
http://www.45cat.com/artist/blondie بلوندي (فريق روك)
https://musicbrainz.org/artist/4d2956d1-a3f7-44bb-9a41-67563e1a0c94 بلوندي (فريق روك)
https://www.discogs.com/artist/16655-Blondie بلوندي (فريق روك)
https://www.songfacts.com/facts/blondie بلوندي (فريق روك)